# Besse (Cantal)
Besse – miejscowość i gmina we Francji, w regionie Owernia-Rodan-Alpy, w departamencie Cantal.
Według danych na rok 1990 gminę zamieszkiwały 153 osoby, a gęstość zaludnienia wynosiła 41 osób/km² (wśród 1310 gmin Owernii Besse plasuje się na 694. miejscu pod względem liczby ludności, natomiast pod względem powierzchni na miejscu 1021.).